# أوين كليري
أوين كليري هو محامي وسياسي أمريكي، ولد في 4 فبراير 1900، وتوفي في 10 سبتمبر 1961. نشط حزبياً في الحزب الجمهوري.